# Barbara Maier Gustern
Barbara Joan Gustern (de soltera Maier; 10 de febrero de 1935-15 de marzo de 2022) fue una entrenadora vocal y cantante estadounidense. Tuvo muchos estudiantes destacados, incluida la cantante de Blondie Debbie Harry, Diamanda Galás y Kathleen Hanna.

## Biografía
Se crio en Boonville, Indiana. Era hija de Charles E. Maier y Gladys Hester Maier. Completó un bachiller universitario en letras de la Universidad DePauw y una maestría en psicología en la Universidad de Columbia. Trabajó brevemente en psicología antes de actuar en musicales.
Conoció a su futuro esposo Josef Donald Gustern, hijo de Louis y Helen Gustern de Nueva York, mientras cantaba en la Sinagoga Conservadora Adath Israel de Riverdale. Se casaron el 27 de julio de 1963 en la casa de sus padres en Boonville, Indiana. En agosto de 1964, Gustern y su esposo participaron en La ópera de los tres centavos en el Ephrata Star Playhouse. Cuando tenía 40 años, comenzó a enseñar en la American Musical and Dramatic Academy. Gustern tuvo muchos estudiantes destacados, incluida la cantante de Blondie Debbie Harry, Diamanda Galás y Kathleen Hanna.

### Muerte y secuelas
El 10 de marzo de 2022, Gustern sufrió una lesión en la cabeza luego de que una mujer supuestamente lo empujara al suelo fuera de su edificio de apartamentos en Chelsea, Manhattan. Si bien permaneció consciente inmediatamente después y pudo dar información a la policía, su salud se deterioró poco después y la llevaron al Hospital Bellevue para operarla, donde se descubrió que había sufrido un daño cerebral severo. Murió a causa de sus heridas cinco días después del ataque, el 15 de marzo, a la edad de 87 años.
El 22 de marzo de 2022, una mujer de 26 años, Lauren Pazienza, se entregó a las autoridades en relación con la muerte de Gustern y fue acusada de homicidio involuntario. Los fiscales han indicado que los cargos podrían ser elevados a asesinato.